# Paula Rego
Dame Paula Figueiroa Rego DBE, vollständiger Name: Maria Paula Paiva de Figueiroa Rego, (* 26. Januar 1935 in Lissabon; † 8. Juni 2022 in London) war eine zeitgenössische portugiesisch-britische Malerin und Grafikerin. Die britische Staatsangehörigkeit erhielt Paula Rego im Jahr 1959.

## Biografie
Paula Rego war das einzige Kind wohlhabender und anglophiler Eltern. Ihre Mutter hatte Malerei an der Schule der Schönen Künste in Lissabon (Escola Superior de Belas Artes de Lisboa) studiert und ihr Vater war Elektroingenieur. In dieser Zeit herrschte in Portugal die Staatsform Estado Novo unter Salazar. Weil die Familie diesem System gegenüber eine kritische Haltung einnahm, besuchte Rego von 1945 bis 1950 die englische Schule St. Julian’s School in Carcavelos nahe Lissabon. Rego ging dann nach England, wo sie zunächst von 1950 bis 1952 die Finishing Grove School in Kent besuchte. Danach studierte Rego von 1952 bis 1956 an der Londoner Slade School of Fine Art.
An der Slade School of Fine Art lernte Paula Rego ihren späteren Ehemann Victor Willing (1928–1988) kennen. Das Ehepaar ging im Juni 1956 nach Portugal und bezog für die nächsten sechs Jahre einen Wohnsitz in Ericeira. Der Ehe entstammen drei Kinder: Caroline (* 1956), Victoria (* 1959) und Nicholas (* 1961).
In England hatte Paula Rego einen engen Kontakt zur britischen Künstlergruppe The London Group, in der sie 1961 – zusammen mit Michael James Andrews, Frank Auerbach und David Hockney – erstmals ausstellen konnte. Im Jahr 1965 wurde Rego auch ein Mitglied dieser Gruppe, der in ihrer Zeit auch Barbara Hepworth angehörte.
Das Ehepaar verlegte 1975 seinen dauerhaften Wohnsitz nach London. Hier erhielt Paula Rego von 1976 bis 1978 finanzielle Unterstützungen von der Stiftung Calouste Gulbenkian. Und 1983 lehrte Rego als eine Gastprofessorin für Malerei an der Slade School of Fine Art. Danach folgten internationale Ausstellungen, sodass die Marlborough Gallery 1987 die Künstlerin Paula Rego unter Vertrag nahm.
Im Jahr 1988 starb Victor Willing an den Folgen einer Multiplen Sklerose. Die durch die Krankheit ihres Ehemannes gemachten Erfahrungen mit Leid und Trauer verarbeitete Paula Rego in vielen ihrer Bilder. Außerdem nahm sie in den 1960er Jahren eine Psychotherapie im Sinne von C.G. Jung in Anspruch. In diesem Zusammenhang erwähnt Nadine Engel die US-amerikanische Künstlerin Carolee Schneemann, die durch ihre Beiträge zum gesellschaftlichen Diskurs über Körperlichkeit, Sexualität und Geschlechterrollen international bekannt wurde.
Paula Rego starb in London am 8. Juni 2022 im Alter von 87 Jahren.

## Werkgeschichte
Das Werk von Paula Rego lässt sich in drei große Schaffensperioden unterteilen:

### 1956 bis 1966: Politische Collagen
In ihren frühen Werken ab 1956 arbeitete Paula Rego vor allem mit Collagen, die häufig dem Neo-Dadaismus zugeordnet werden. In den Collagen setzte sie sich hauptsächlich mit politischen Themen auseinander, insbesondere dem diktatorischen Regime von Oliveira Salazar in Portugal. Wegen der vorgeblichen Subversivität dieser Werke sorgte auch ihre erste Einzelausstellung im Jahre 1965 in Lissabon für heftige Kontroversen.

### 1966 bis 1994: Familie, Unterdrückung, Leid
Im Jahr 1966 – ausgelöst durch die Diagnose Multiple Sklerose bei ihrem Ehemann – wechselte Rego die Technik und Motive. Von nun bevorzugte sie Malerei und Grafik. In dieser Zeit entwickelte sie auch den für sie typischen magisch-realistischen Stil. Menschen (und hier fast immer Frauen), häufig verstrickt in groteske Situationen, spielen eine Hauptrolle.
Zu Beginn der 1980er-Jahre entstand eine Reihe von Gemälden in Acrylfarben, die um die Themen Familie, Rolle der Frau, Leid und Unterdrückung kreisten.

### Neuere Werke ab 1994: Die Rolle der Frau

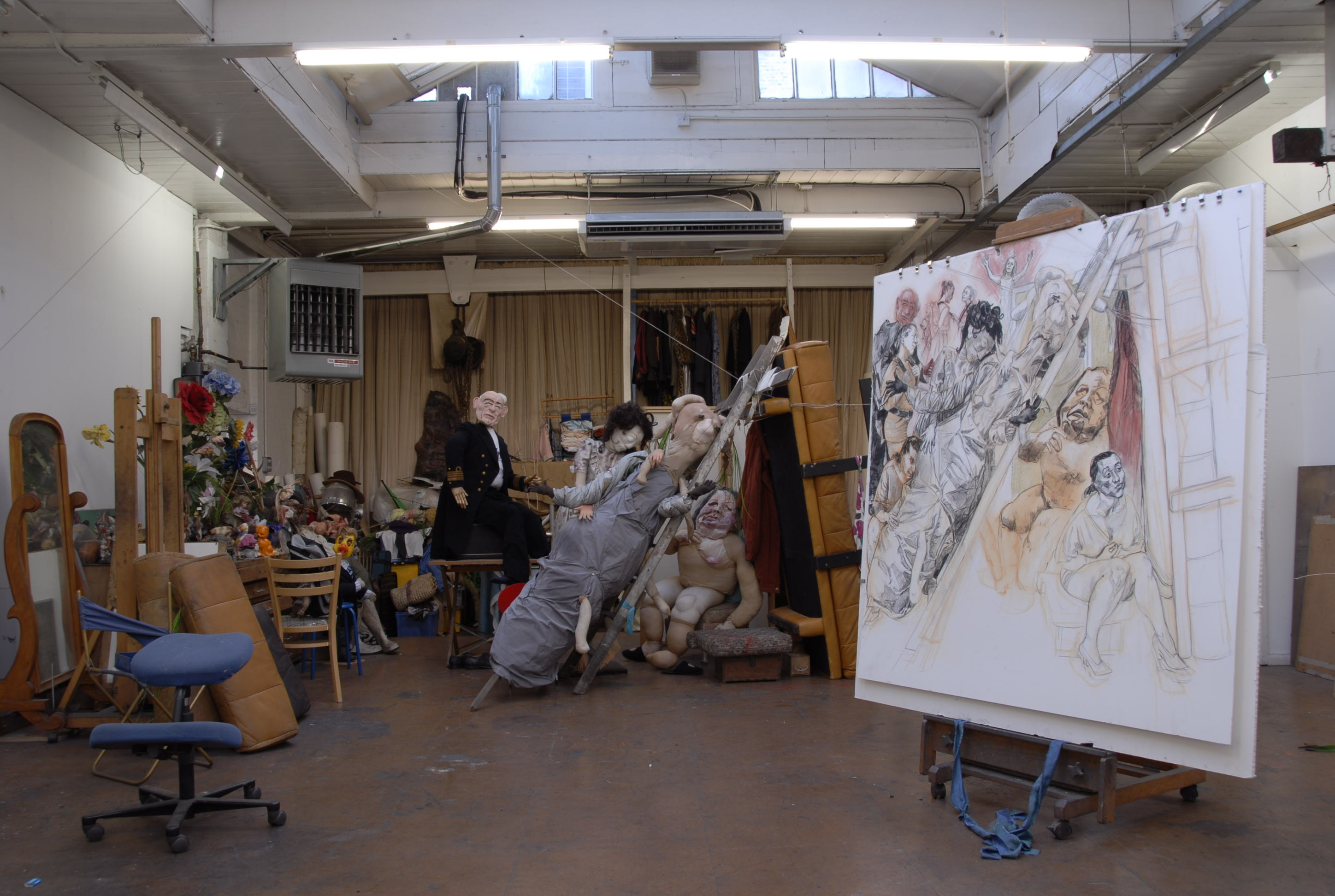
Das Atelier von Paula Rego im Jahr 2007

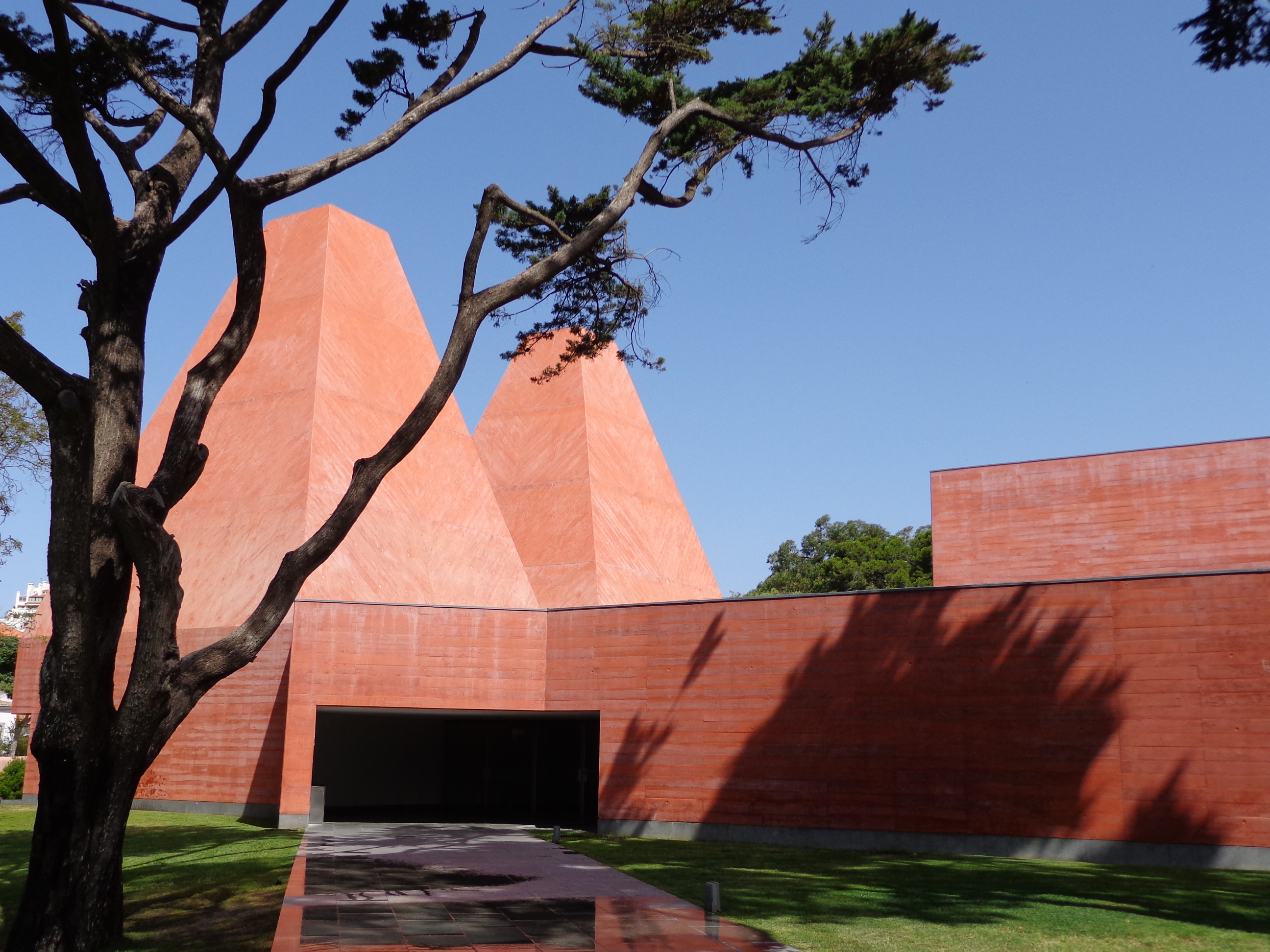
Casa das Histórias Paula Rego in Cascais

Zu Beginn der 1990er-Jahre wechselte Rego erneut ihre bevorzugte Technik. Sie verwendete nur noch Pastellfarben. In ihren neueren Werken thematisierte sie immer wieder die Gefühle der Frau und ihre Rolle in der Gesellschaft.
Als typisches Werk gilt The Dogwoman (Die Hundefrau), das eine Frau mit der Körperform eines Hundes darstellt. Dieses Werk wollte Rego nicht nur symbolhaft für die Erniedrigung der Frau verstanden wissen, sondern es drücke auch Aggressivität, Stärke, Körperlichkeit aus. Unverkennbar sind in vielen Werken immer wieder auch Anspielungen auf Sexualität und erotische Phantasien.
Im Jahr 1998 schuf sie eine Serie namens Untitled, die später den Zusatz The Abortion Pastels erhielt. Damit reagierte sie auf ein im selben Jahr stattfindendes Referendum, durch das die portugiesischen Abtreibungsgesetze gelockert werden sollten, das aber in ihren Augen zu wenig Zuspruch bekam (und mit knapper Mehrheit abgelehnt wurde). Jedes der Bilder zeigt eine Frau kurz vor oder nach einer verbotenen Abtreibung.
In Cascais wurde 2009 ein ihrem Werk gewidmetes Museum eröffnet, das auf Regos Wunsch hin von dem mit dem Pritzker-Preis ausgezeichneten Architekten Eduardo Souto de Moura entworfen wurde, die Casa das Histórias Paula Rego. Das Museum zeigt Werke, die von der Künstlerin langfristig ausgeliehen wurden, und immer wieder wichtige Ausstellungen zu ihrem Werk.

## Zitat
„Und doch ist dieses künstlerisches Werk, das den enormen Zeitraum von sieben Jahrzehnten umfasst, bei allem Leid und aller Bitterkeit auch durchströmt von Wärme, Humor, Liebe und einem ausgeprägten Sinn für das Groteske, das indes oft als bedrohlich ambivalent erscheint.“

## Auszeichnungen
- 1989: Nominiert für den Turner Prize[9]
- 1995: Großoffizier des Ordens des heiligen Jakob vom Schwert
- 1999: Verleihung der Ehrendoktorwürde der Universität St. Andrews[10]
- 2000: Verleihung der Ehrendoktorwürde der Rhode Island School of Design[10]
- 2002: Verleihung der Ehrendoktorwürde des London Institutes[10]
- 2004: Großkreuz des Ordens des heiligen Jakob vom Schwert[10]
- 2005: Verleihung der Ehrendoktorwürde der Universität Oxford
- 2010: Nobilitierung als Dame Commander des Order of the British Empire
- 2011: Verleihung der Ehrendoktorwürde der Universität Lissabon

## Namensträger
- 1991: Asteroid (6015) Paularego

## Ausstellungen (Auswahl)
- 1965: Erste Solo-Ausstellung SNBA, Lissabon
- 1988: Gulbenkian-Museum, Lissabon
- 1988: Serpentine Gallery, London
- 1997: Tate Gallery, London[11]
- 2004: Museu Serralves, Porto[12]
- 2007: Museo Nacional Reina Sofia, Madrid[13]
- 2022–2023: Kestner Gesellschaft, Hannover[1]
- 2024–2025: Kunstmuseum Basel[14]
- 2025: Museum Folkwang, Essen[15][16]